# منتخب سان مارينو لكرة القدم

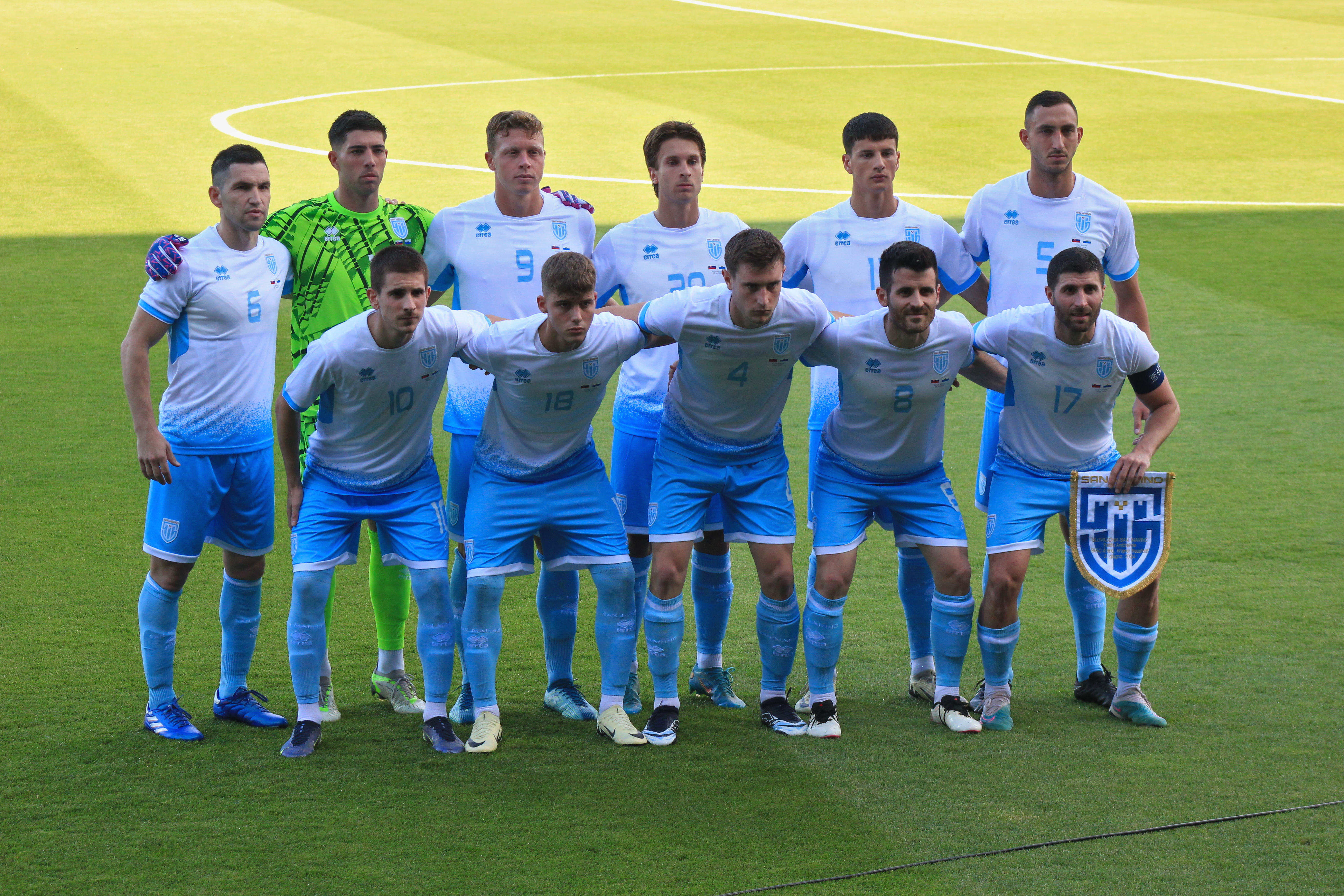
منتخب سان مارينو عام 2024

منتخب سان مارينو لكرة القدم (بالإيطالية: Nazionale di calcio di San Marino) هو المنتخب الوطني لكرة القدم في سان مارينو، ويديره اتحاد سان مارينو لكرة القدم (FSGC). يعد الفريق من أضعف المنتخبات في العالم. منتخب سان مارينو لم يذق طعم الفوز إلا ثلاث مرات في تاريخه وكانوا على ليختنشتاين 1-0 في 28 أبريل 2004 و1-0 في 5 سبتمبر 2024 و3-1 في 18 نوفمبر 2024. لم يتمتع المنتخب بالنجاح وذلك نظراً لعدد سكان الجمهورية الضئيل جداً، و هو الأقل من بين أعضاء الاتحاد الأوروبي لكرة القدم (يويفا).
كانت أول مباراة لسان مارينو بتاريخ 16 سبتمبر 1987 ضد لبنان ضمن منافسات ألعاب البحر الأبيض المتوسط 1987 وانتهت بالتعادل السلبي. بيد أن المباراة الرسمية الأولى كانت بتاريخ 14 نوفمبر 1990 ضد سويسرا في تصفيات بطولة أمم أوروبا 1992 وانتهت بالخسارة 0–4.

## الملعب

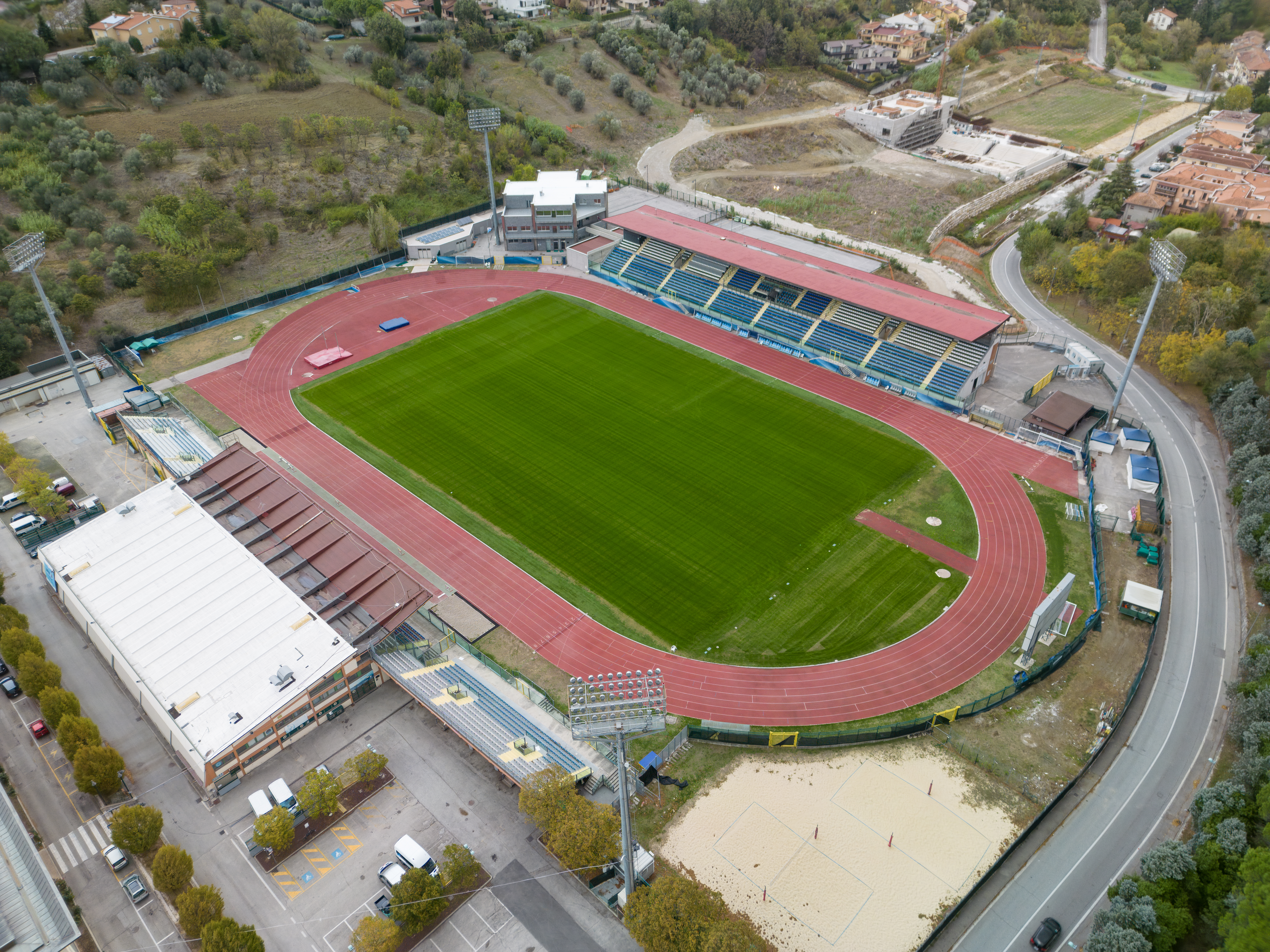
ملعب سان مارينو الذي يخوض فيه منتخب سان مارينو مبارياته الدولية

تلعب سان مارينو مبارياتها على أرضها في ملعب سان مارينو في بلدية سرافاله والذي يستضيف أيضاً مباريات نادي سان مارينو لكرة القدم. يتسع الملعب لحوالي 5,387 متفرج. في مباريات الفريق يكون الدعم الجماهيري قليل للغاية. على سبيل المثال في مباراة ضد جمهورية أيرلندا في فبراير 2007، كان عدد المشجعون الأيرلنديون 2,500 من بين 3,294 مشجع.
لعبت سان مارينو مباراتين بيتيتين خارج حدودها. في تصفيات كأس العالم ضد إنجلترا وهولندا في 1993 حين استخدم ملعب ريناتو دالارا في بولونيا الإيطالية.

## السمعة
سجل سان مارينو الضعيف يعطيها سمعة المتواضع في عالم كرة القدم. الجمهورية لم تفز بمباراة رسمية على الإطلاق حتى عام 2024؛ عندما فازت أخيراً على ليختنشتاين بنتيجة 1-0 ضمن منافسات دوري الأمم الأوروبية 2024–25. يذكر أن سان مارينو فازت بذات النتيجة على نفس الخصم في مباراة ودية عام 2004.
تعتبر الدولة الأقل سكاناً من بين أي بلد في الاتحاد الأوروبي لكرة القدم، والمواهب التجمعية قليلة. اللاعبون هم في الغالب من الهواة، فقط عدد قليل من اللاعبين مثل أندي سيلفا وألدو سيمونشيني هم محترفون. الخساراة من ألمانيا على أرضها 13–0 هو الرقم القياسي في البطولات الأوروبية، ولقد تلقت عشرة أهداف في ثلاث مناسبات أخرى. في تصنيف الفيفا العالمي، تقبع سان مارينو في المراكز الأخيرة وهي الأسوأ ترتيباً من بين دول الاتحاد الأوروبي لكرة القدم. منذ إنشاء التصنيف العالمي للفيفا في عام 1992.
أندي سيلفا الهداف التاريخي لسان مارينو بثمانية أهداف، هو اللاعب السان ماريني الوحيد الذي سجل أكثر من هدف للمنتخب.

## أكبر هزائم منتخب سان مارينو
| #  | النتيجة | الخصم    | تاريخ المواجهة | المكان                    | المناسبة                     |
| -- | ------- | -------- | -------------- | ------------------------- | ---------------------------- |
| 1  | 0 - 13  | ألمانيا  | 6 سبتمبر 2006  | الملعب الأولمبي، سرافاله  | تصفيات بطولة أمم أوروبا 2008 |
| 2  | 0 - 11  | هولندا   | 2 سبتمبر 2011  | ملعب فيليبس، آيندهوفن     | تصفيات بطولة أمم أوروبا 2012 |
| 3  | 0 - 10  | النرويج  | 9 سبتمبر 1992  | ملعب أوليفول، أوسلو       | تصفيات كأس العالم 1994       |
| 4  | 0 - 10  | بولندا   | 1 أبريل 2009   | ملعب مييسكي، كيلسي        | تصفيات كأس العالم 2010       |
| 5  | 0 - 10  | كرواتيا  | 4 يونيو 2016   | ملعب روييفيكا، رييكا      | مباراة ودية                  |
| 6  | 0 - 10  | إنجلترا  | 15 نوفمبر 2021 | ملعب سان مارينو، سرافاله  | تصفيات كأس العالم 2022       |
| 7  | 1 - 10  | بلجيكا   | 28 فبراير 2001 | ملعب الملك بودوان، بروكسل | تصفيات كأس العالم 2002       |
| 8  | 0 - 9   | إسبانيا  | 5 يونيو 1999   | إل مادريغال، فياريال      | تصفيات بطولة أمم أوروبا 2000 |
| 9  | 0 - 9   | أوكرانيا | 6 سبتمبر 2013  | أرينا لفيف، لفيف          | تصفيات كأس العالم 2014       |
| 10 | 0 - 9   | روسيا    | 8 يونيو 2019   | موردوفيا أرينا، سارانسك   | تصفيات بطولة أمم أوروبا 2020 |
| 11 | 0 - 9   | بلجيكا   | 7 سبتمبر 2005  | ملعب الملك بودوان، بروكسل | تصفيات كأس العالم 2006       |

## الانتصارات والتعادلات
| سان مارينو | 0 – 0 | لبنان |
| ---------- | ----- | ----- |
|            | تقرير |       |

| سان مارينو | 0 – 0 | تركيا |
| ---------- | ----- | ----- |
|            | تقرير |       |

| لاتفيا    | 1 – 1 | سان مارينو |
| --------- | ----- | ---------- |
| باهارس 1' | تقرير | ألباني 59' |

| ليختنشتاين              | 2 – 2 | سان مارينو                 |
| ----------------------- | ----- | -------------------------- |
| فريك 16' · بورغماير 23' | تقرير | غاسبيروني 39' · كياتشي 45' |

| سان مارينو | 1 – 0 | ليختنشتاين |
| ---------- | ----- | ---------- |
| سيلفا 5'   | تقرير |            |

| سان مارينو | 0 – 0 | سانت كيتس ونيفيس |
| ---------- | ----- | ---------------- |
|            | تقرير |                  |

| سان مارينو  | 1 – 0 | ليختنشتاين |
| ----------- | ----- | ---------- |
| سينسولي 53' | تقرير |            |

## سجل كأس العالم
- 1930 إلى 1990 – لم تدخل
- 1994 إلى 2022 – لم تتأهل

## سجل كأس الأمم الأوروبية
- 1960 إلى 1988 – لم تدخل
- 1992 إلى 2024 – لم تتأهل

## التشكيلة الحالية
|  | حارس | ألدو سيمونشيني     | 30 أغسطس 1986  | 23 | 0 | تشيزينا           |  |  |
|  | حارس | فيديريكو فالنتيني  | 22 يناير 1982  | 9  | 0 | مارينانيو         |  |  |
|  |      |                    |                |    |   |                   |  |  |
|  | دفاع | سيموني باتشيوتشي   | 22 يناير 1977  | 53 | 0 | يوفينيس/دوغانا    |  |  |
|  | دفاع | أليساندو فيلا فالي | 08 يونيو 1982  | 35 | 0 | سانفيتيس          |  |  |
|  | دفاع | دافيد سيمونشيني    | 30 أغسطس 1986  | 21 | 0 | ليبرتاس           |  |  |
|  | دفاع | ماتيو أندريني      | 10 أكتوبر 1981 | 20 | 0 | تري فيوري         |  |  |
|  | دفاع | فابيو فيتايولي     | 05 أبريل 1984  | 19 | 0 | ساماوريس          |  |  |
|  | دفاع | جياكومو بينيديتيني | 07 أكتوبر 1982 | 3  | 0 | تري فيوري         |  |  |
|  |      |                    |                |    |   |                   |  |  |
|  | وسط  | مانويل ماراني      | 07 يونيو 1984  | 28 | 1 | ريتشيون           |  |  |
|  | وسط  | ماتيو بوغلي        | 10 مارس 1983   | 20 | 0 | كوسموس            |  |  |
|  | وسط  | أليكس غاسبيروني    | 30 يونيو 1984  | 18 | 1 | تري بين           |  |  |
|  | وسط  | فابيو بوليني       | 19 سبتمبر 1983 | 9  | 0 | لا فيوريتا        |  |  |
|  | وسط  | مشيلي كيرفيليني    | 14 أبريل 1988  | 8  | 0 | يوفينيس/دوغانا    |  |  |
|  | وسط  | بيير فيليبو مازا   | 20 أغسطس 1988  | 6  | 0 | سانفيتيس          |  |  |
|  | وسط  | فيديريكو ناني      | 22 سبتمبر 1981 | 6  | 0 | تري بين           |  |  |
|  |      |                    |                |    |   |                   |  |  |
|  | هجوم | أندي سيلفا         | 25 مايو 1976   | 52 | 8 | من دون نادي       |  |  |
|  | هجوم | باولو مونتانيا     | 28 مايو 1976   | 44 | 0 | كوسموس            |  |  |
|  | هجوم | ماتيو فيتايولي     | 27 أكتوبر 1989 | 17 | 0 | سان مارينو        |  |  |
|  | هجوم | أليساندو بيانتشي   | 00 ديسمبر 1989 | 0  | 0 | فيرتوس تري فيلاجي |  |  |
|  | هجوم | أدولفو جوسي هيرش   | 31 يناير 1986  | 0  | 0 | فيرتوس            |  |  |
|  | هجوم | ماركو روستي        | 21 أكتوبر 1988 | 0  | 0 | يوفينيس/دوغانا    |  |  |

## السجلات

### أفضل الهدافين
| # | اللاعب                  | المسيرة   | الأهداف (مباريات) | الأهداف لكل مباراة |
| - | ----------------------- | --------- | ----------------- | ------------------ |
| 1 | أندي سيلفا              | 1998–2016 | 8 (50)            | 0.16               |
| 2 | فالديس باسوليني         | 1990–1996 | 1 (13)            | 0.07               |
| 2 | نيكولا باتشيوتشي        | 1992–2000 | 1 (32)            | 0.03               |
| 2 | دافيد غاولتييري         | 1993–1999 | 1 (9)             | 0.11               |
| 2 | بيير دومينيكو ديلا فالي | 1992–2002 | 1 (21)            | 0.04               |
| 2 | ماورو فالنتيني          | 1992–2000 | 1 (22)            | 0.05               |
| 2 | نيكولا كياتشي           | 2003–الآن | 1 (16)            | 0.06               |
| 2 | مانويل ماراني           | 2003–الآن | 1 (21)            | 0.05               |

## وصلات خارجية
- قائمة بيانات المنتخب من الموقع الرسمي للفيفا باللغة العربية